# Psychoda innotabilis
Psychoda innotabilis är en tvåvingeart som beskrevs av Quate 1962. Psychoda innotabilis ingår i släktet Psychoda och familjen fjärilsmyggor. Inga underarter finns listade i Catalogue of Life.